# Northcrest
Northcrest era una ciudad en el centro norte del condado de McLennan, en Texas (EE. UU.). El nombre de la ciudad proviene de su ubicación, pues se encuentra a seis millas al norte de Waco (North-), sobre una elevación que es el más alto en la zona de Waco (-crest).
Northcrest fue incorporada como ciudad en febrero de 1958 con una forma de gobierno de alcalde-consejo. La población de la ciudad era de 625 habitantes en 1960. En 1970, esa cifra había aumentado a 1669 personas, ya que se convirtió en una comunidad principalmente residencial, con una economía que dependía en gran medida de las ciudades cercanas. A finales de la década de 1980, Northcrest tenía aproximadamente 2200 residentes. Pero se número bajó a 1725 personas en 1990. Finalmente, Northcrest se fusionó con la vecina ciudad de Lacy-Lakeview en 1998.